# Nowodnistrowsk
Nowodnistrowsk (ukrainisch Новодністровськ; russisch Новоднестровск Nowodnestrowsk) ist eine Stadt in der ukrainischen Oblast Tscherniwzi. Sie liegt etwa 116 km nordöstlich von Czernowitz am rechten Ufer des Dnister, die Rajonshauptstadt Sokyrjany liegt südlich der Stadt.

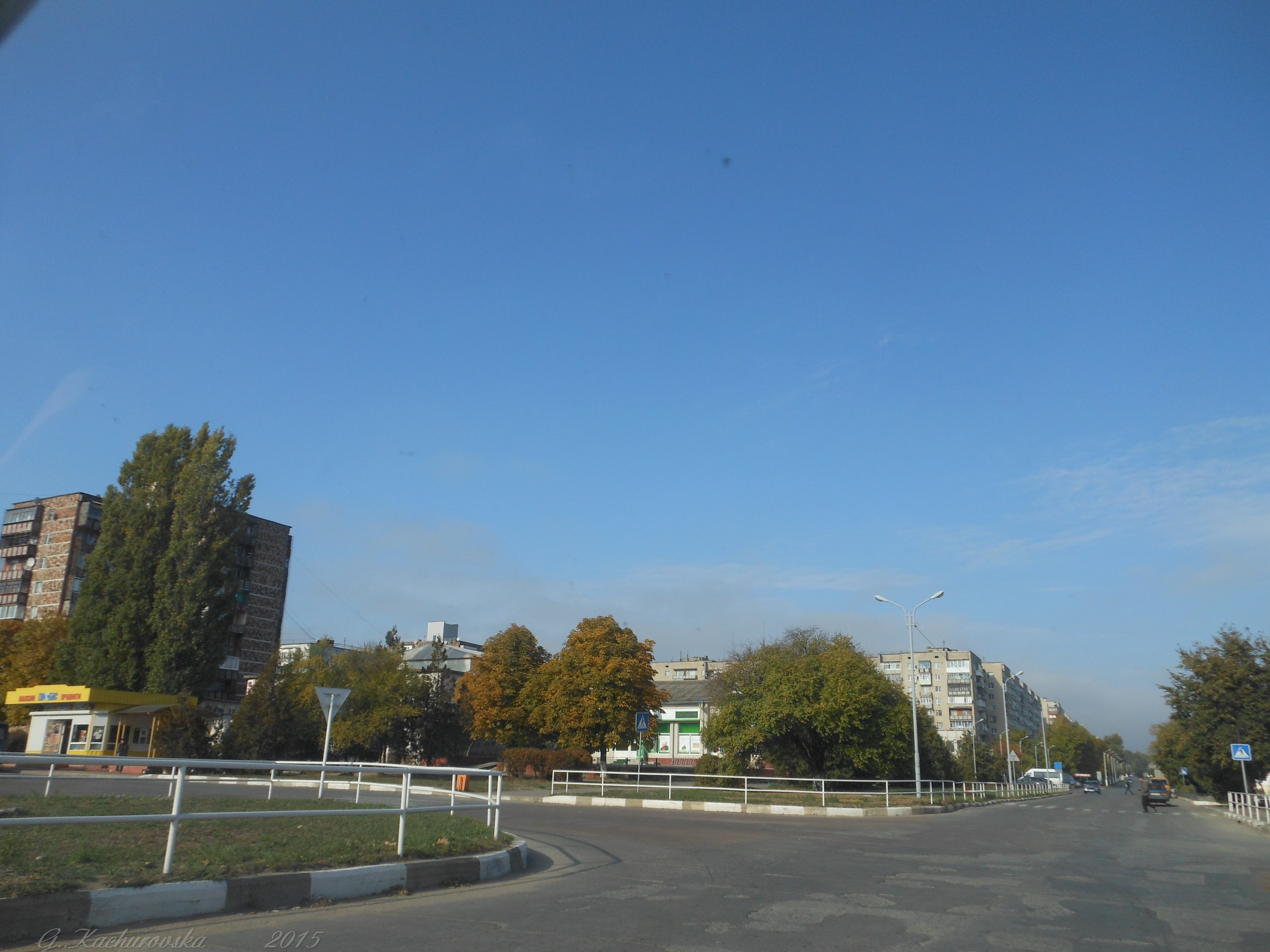
Blick in die Stadt

Der Ort wurde am 3. April 1973 auf Beschluss durch das Energieministerium der UdSSR im Zuge des Baus des Wasserkraftwerks am Dnister-Stausee gegründet, wurde 1975 zu einer Siedlung städtischen Typs erhoben, erhielt 1982 das Stadtrecht und ist seit 1991 ein Teil der Ukraine.
1993 bekam sie den Status einer Stadt unter Rajonsverwaltung (im Rajon Sokyrjany), seit dem 13. Juli 2000 ist sie eine Stadt unter Oblastverwaltung.
Am 27. September 2018 wurde die Stadt zum Zentrum der neu gegründeten Stadtgemeinde Nowodnistrowsk (Новодністровська міська громада/Nowodnistrowska miska hromada) im Rajon Sokyrjany. Am 17. Juli 2020 wurde der Ort dann ein Teil des neugegründeten Rajons Dnister.